# Хеннель, Адольф
Адольф Хеннель (пол. Adolf Hennel, (16 июня 1829, Сандомир — 5 мая 1869, Образув) — польский публицист, журналист, редактор, революционер, активист патриотического движения, член Жонда народового (Национального польского правительства) во время польского восстания (1863).

## Биография
Окончил Агрономический институт под Варшавой. Работал в сельском хозяйстве. С 1859 года поселился в столице и занялся журналистикой. Сотрудничал с газетами «Gazeta Polska», «Przegląd Europejski» и др. В 1861 помещал статьи в нелегальной «Strażnicy».
В 1861 году стал членом подпольной организации, ставившей целью подготовку восстания в Царстве Польском.
Во время Январского восстания 1863 года — ответственный за варшавский округ Прага.
По заданию Национального польского правительства редактировал подпольную газету «Dziennik Narodowy». В августе 1863 вошёл в состав правительства, в котором выполнял функции референта по делам повстанцев в Калишской и Мазовецкой губерниях.
Весной 1864 года был арестован царскими властями. Проходил по процессу генерала Ромуальда Траугутта.
Находился в заключении под судом в Варшавской цитадели. От дачи показаний отказался.
По приговору военной следственной комиссии 14 мая 1864 года Р. Траугутт и ещё 22 члена Национального правительства польских повстанцев, в том числе А. Хеннель, были преданы военно-полевому суду.
По его решению от 7.07.1864, утвержденному наместником и главнокомандующим Царства Польского генерал-адъютантом графом Ф. Бергом пять участников процесса, в том числе Ромуальд Траугутт, Роман Жулиньский, Юзеф Точиский, Рафал Краевский и Ян Езёранский были приговорёны к смертной казни через повешение.
А. Хеннель был осуждён на 15 лет каторжных работ. Позже приговор был смягчён на пятилетнюю ссылку в Тобольск. Вслед за мужем в Сибирь отправилась и его жена Евгения. В Тобольске дом Хеннеля был культурным центром, местом встреч ссыльных-поляков.
После нескольких лет А. Хеннель заболел туберкулезом и был освобождён из ссылки.
На родину больного мужа привезла жена, где он поселился в имении брата и вскоре умер.